# Eric Swiss
Eric Swiss é um ator pornográfico. Em 2010, por seu papel em Not Married With Children XXX venceu o AVN Award como Melhor Ator, e Melhor Desempenho Solo.